# Zaidu Sanusi
Zaidu Sanusi (Kebbi, Nigeria, 13 de junio de 1997) es un futbolista profesional nigeriano que juega de defensor en el F. C. Oporto de la Primeira Liga.

## Trayectoria
Comenzó su carrera deportiva en el Gil Vicente en 2016, marchándose cedido en ese año a SC Mirandela, club en el cual se mantuvo en calidad de cedido por dos años, desvinculándose en 2018 del Gil Vicente para fichar por este equipo.
En 2019 fichó por el C. D. Santa Clara de la Primeira Liga, con el que realizó una buena temporada, fichando al año siguiente por el F. C. Oporto.

## Estadísticas

### Clubes
Actualizado al último partido disputado el 17 de febrero de 2024.
| Club                       | Div.          | Temporada     | Liga  | Liga  | Copas nacionales | Copas nacionales | Copas internacionales | Copas internacionales | Total | Total |
| Club                       | Div.          | Temporada     | Part. | Goles | Part.            | Goles            | Part.                 | Goles                 | Part. | Goles |
| -------------------------- | ------------- | ------------- | ----- | ----- | ---------------- | ---------------- | --------------------- | --------------------- | ----- | ----- |
| S. C. Mirandela Portugal   | 4.ª           | 2016-17       | 17    | 0     | 0                | 0                | ―                     | ―                     | 17    | 0     |
| S. C. Mirandela Portugal   | 4.ª           | 2017-18       | 22    | 0     | 0                | 0                | ―                     | ―                     | 22    | 0     |
| S. C. Mirandela Portugal   | 4.ª           | 2018-19       | 32    | 3     | 3                | 0                | ―                     | ―                     | 35    | 3     |
| S. C. Mirandela Portugal   | Total club    | Total club    | 71    | 3     | 3                | 0                | 0                     | 0                     | 74    | 3     |
| C. D. Santa Clara Portugal | 1.ª           | 2019-20       | 24    | 1     | 3                | 0                | ―                     | ―                     | 27    | 1     |
| C. D. Santa Clara Portugal | Total club    | Total club    | 24    | 1     | 3                | 0                | 0                     | 0                     | 27    | 1     |
| F. C. Porto Portugal       | 1.ª           | 2020-21       | 25    | 1     | 6                | 0                | 10                    | 0                     | 41    | 1     |
| F. C. Porto Portugal       | 1.ª           | 2021-22       | 24    | 3     | 6                | 0                | 10                    | 0                     | 40    | 3     |
| F. C. Porto Portugal       | 1.ª           | 2022-23       | 18    | 0     | 5                | 0                | 8                     | 1                     | 31    | 1     |
| F. C. Porto Portugal       | 1.ª           | 2023-24       | 5     | 1     | 1                | 0                | 4                     | 0                     | 10    | 1     |
| F. C. Porto Portugal       | 1.ª           | 2024-25       | 0     | 0     | 0                | 0                | 0                     | 0                     | 0     | 0     |
| F. C. Porto Portugal       | Total club    | Total club    | 72    | 5     | 18               | 0                | 32                    | 1                     | 122   | 6     |
| Total carrera              | Total carrera | Total carrera | 167   | 9     | 24               | 0                | 32                    | 1                     | 223   | 10    |

## Palmarés

### Títulos nacionales
| Título                      | Club        | País     | Año  |
| --------------------------- | ----------- | -------- | ---- |
| Supercopa de Portugal       | F. C. Porto | Portugal | 2020 |
| Primeira Liga               | F. C. Porto | Portugal | 2022 |
| Copa de Portugal            | F. C. Porto | Portugal | 2022 |
| Supercopa de Portugal       | F. C. Porto | Portugal | 2022 |
| Copa de la Liga de Portugal | F. C. Porto | Portugal | 2023 |
| Copa de Portugal            | F. C. Porto | Portugal | 2023 |
| Copa de Portugal            | F. C. Porto | Portugal | 2024 |
| Supercopa de Portugal       | F. C. Porto | Portugal | 2024 |